# Erik Johansen
Erik Johansen (Gjøvik, 16 aprile 1940 – 20 novembre 2000) è stato un calciatore norvegese, di ruolo attaccante.

## Carriera

### Club
Johansen vestì le maglie di Gjøvik-Lyn e Skeid. Con i primi, vinse la Coppa di Norvegia 1962.

### Nazionale
Johansen conta 39 presenze e 9 reti per la Norvegia. Il debutto arrivò il 1º luglio 1961, nella sconfitta per 5-2 contro l'Unione Sovietica. Il 16 settembre 1962, siglò la prima marcatura: fu infatti autore di un gol nella vittoria per 2-1 sulla Svezia.

## Palmarès

### Club

#### Competizioni nazionali
- Coppa di Norvegia: 1

Gjøvik-Lyn: 1962